# Camden Lock
La Camden Lock és una resclosa situada a Camden Lock Market, una petita part de Camden Town, districte londinenc de Camden, Anglaterra, que abans era un moll amb estables al Regent's Canal . Es troba immediatament al nord de Hampstead Road Locks, una resclosa bessona accionada manualment. Els comportes bessons junts són "Hampstead Road Lock 1"; cadascuna porta un cartell així marcat. Hawley Lock i Kentish Town Lock es troben a poca distància a l'est; a l'oest hi ha una lliura llarga de nivell (també coneguda com a tract o abast) — és de 27 milles (43 km) fins a la següent resclosa.

## Història
Regent's Canal va ser autoritzat per una llei del Parlament obtinguda el 13 de juliol de 1812, per a un canal des de Paddington fins a Limehouse. Quan els directors es van reunir per primera vegada, havien decidit que tots els comportes estarien aparellats, de manera que part de l'aigua del buidatge d'un comporta es pogués utilitzar per omplir la cambra adjacent. L'estalvi d'aigua era un factor important, ja que sabien que el subministrament d'aigua seria problemàtic. El coronel William Congreve, un enginyer militar que més tard va ser nomenat cavaller, va proposar l'ús d' elevadors hidropneumàtics per a vaixells en comptes dels comportas. Diversos dissenys de naturalesa similar s'havien provat a principis del segle XIX, sobretot a Mells al canal de Dorset i Somerset i a Tardebigge al canal de Worcester i Birmingham, però cap no havia tingut èxit.
El disseny de Congreve utilitzava dos tancs plens d'aigua, que es mouen cap amunt i cap avall, manualment, ajudats per l'aire comprimit atrapat sota els tancs. Sense exemples funcionals d'aquests ascensors, els directors van ser comprensiblement prudents, però després de l'informe d'un enginyer, van decidir que Maudslay&Co hauria de construir un prototip a Camden Town. Hi va haver una sèrie de problemes tècnics, amb la comcomportaia del canal culpant a Maudslays d'un mal disseny, i Maudslays culpant a la comcomportaia del canal de canviar el disseny original i no mantenir l'estructura. L'afirmació de Congreve que podria ser operada en només tres minuts no es va poder demostrar mai, i el 1818, els directors van decidir reduir les seves pèrdues i van tornar a utilitzar comportes aparellades. L'ascensor es va vendre a una subhasta el novembre de 1819 i els 13 lots van recaptar només 404 £.

## Construcció del canal
La construcció del canal va ser supervisada per l'arquitecte John Nash, amb James Morgan actuant com a enginyer supervisor. Hampstead Road Locks es van construir entre 1818 i 1820, amb les cambres fetes de maó i pedra a la part superior. Les dues comportes estan disposades una al costat 

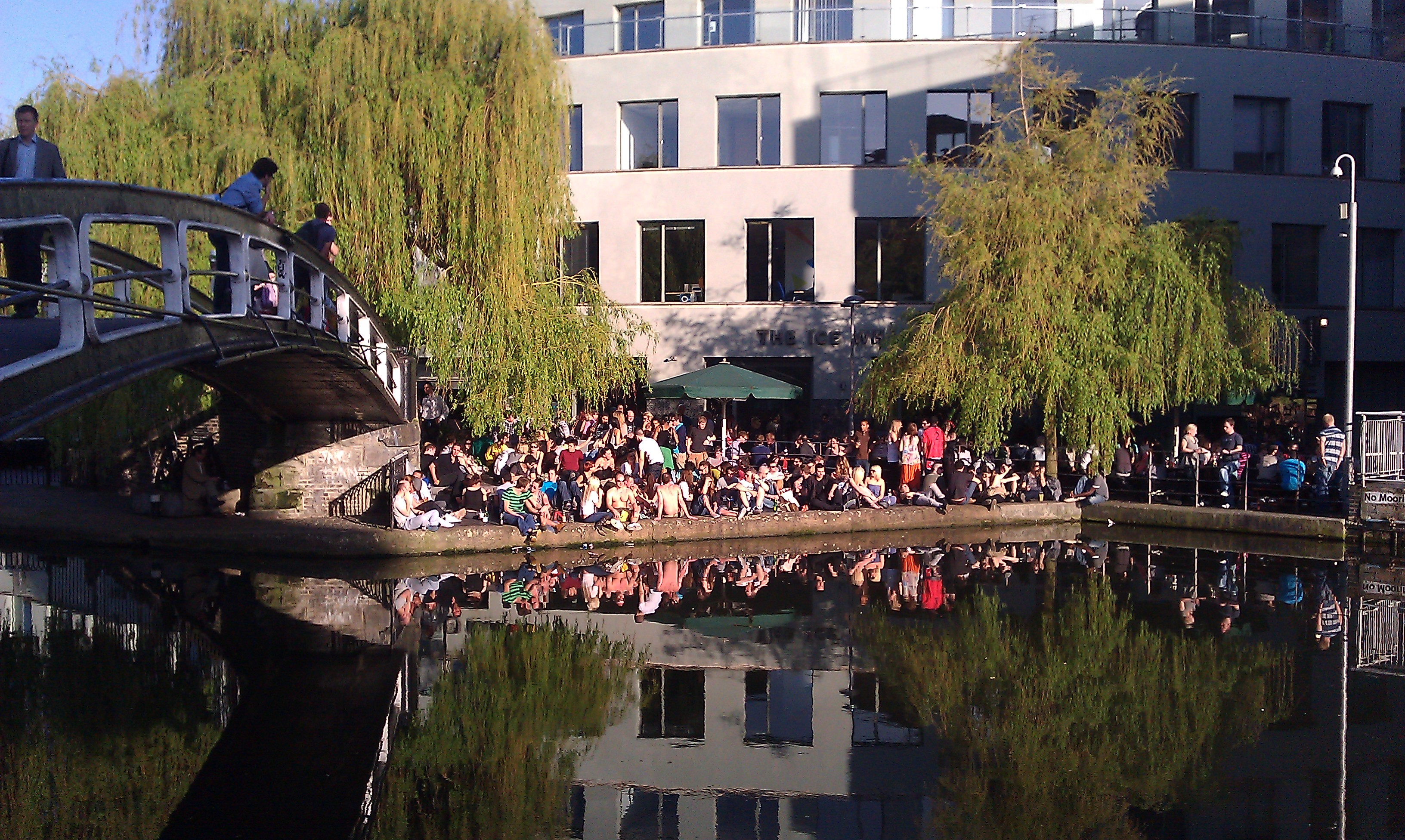
Un dia càlid d'estiu a Camden Lock

de l'altre, amb una plataforma insular entre elles. Cada cambra té dues comportes als dos extrems, i han estat catalogades de grau II des de 1992 (aquesta és la categoria de llista inicial i la més comuna). Van ser els primers de 12 parells de rescloses similars que van baixar el nivell del canal 96 peus (29 m) per arribar a Limehouse Basin. La transferència d'aigua entre les cambres va fer que l'operació de les rescloses fos més complexa, per la qual cosa estaven permanentment tripulades durant l'època de màxima esplendor del canal, amb els guardians que treballaven amb un sistema de torns per proporcionar cobertura les 24 hores. A mesura que l'ús del canal va disminuir, en part a causa de la competència ferroviària, es van reduir els nivells de dotació i es van utilitzar cadenats per evitar el funcionament de les rescloses els caps de setmana. Després de la fi del tràfic comercial i del creixement de la nàutica d'esbarjo, les rescloses van tornar a funcionar per les tripulacions d'embarcacions, i per tal d'evitar les inundacions provocades per un funcionament incorrecte de les pales, a la dècada dels vuitanta la majoria de les parelles es van convertir en rescloses individuals, per substitució de les portes inferiors d'una cambra per una presa fixa. Hampstead Road Lock és l'únic on s'han conservat les dues cambres, tot i que ara es buiden de manera convencional. El novembre de 2013, els comportes es van buidar completament per manteniment; el cap de setmana dels dies 16 i 17 d'aquell mes es va convidar la ciutadania a veure la infraestructura per si mateix.